# 堂本剛のやからね
「堂本剛のやからね」（どうもとつよしのやからね）は、毎日放送(MBS)で2014年4月12日から不定期で放送されているロケバラエティ番組。
堂本剛と芸人2人が企画をしながらロケをする番組である。2016年の放送から梅田から剛の地元奈良へ徒歩ロケをしている。

## 出演者
- 堂本剛
- 天の声
  - 桂三度
  - 浅越ゴエ - 2015年1月2日放送のみ
- 芸人ゲスト
  - 川原克己（天竺鼠）
  - シャンプーハット - ピンでの出演もあり
  - 橋本直（銀シャリ）
  - 千鳥 - ピンでの出演もあり
  - 矢野勝也（矢野・兵動）
  - 田村裕（麒麟）
  - すっちー
  - 海原ともこ（海原やすよ・ともこ）
  - 川畑泰史
  - 酒井藍

## 主な企画
- 3人で10万円やからね
- 京都のええもんの値段を当てるんやからね
- 人気もんの順位をあてるんやからね
- 梅田で収穫してバーベキューするんやからね
- 京都でええもんの値段を見極めるんやからね
- ウラなんばのええところを散策するんやからね
- 大阪から東京に勝負しに来てる人を応援するんやからね
- 梅田から地元・奈良へ帰るんやからね..ただし徒歩で

## スタッフ
2018年3月30日放送分
- 構成：友光哲也
- リサーチ：いいのりさ
- 撮影：袖垣竜也、谷内典行、上田一路、澤田凱斗
- 音声：梶巻久仁彦
- スタイリスト：渡辺奈央（堂本剛担当）
- ヘアメイク：大平真輝
- 編集：加田晃紀、山下みゆき
- 効果：山本大輔
- 美術：松尾光生（毎日放送）
- 編成：藤原大輔（毎日放送）
- 宣伝：水野愛美（毎日放送）
- デスク：西城栄里（毎日放送）
- 協力：よしもとブロードエンタテインメント、ビーダッシュ、INNOCENT、戯音工房、ウエスト、MORE、フォレスト
- AD：渡邉美幸、柴田伶祐（よしもとブロードエンタテインメント）、中村梨那（ビーダッシュ）
- ディレクター：平岡大希（毎日放送）
- 演出：山内健太郎（毎日放送）
- プロデューサー：長尾政彦（毎日放送）
- 特別協力：ジャニーズ事務所（※表記なし）
- 製作著作：毎日放送

### 過去のスタッフ
- プロデューサー：東郷泰樹（初代、毎日放送）→宗川圭太（2代目、毎日放送）